# Xavier Tolsa
Xavier Tolsa (1966) é um matemático espanhol.
Tolsa é professor da Universidade de Barcelona e do Instituto Catalão de Pesquisa e Estudos Avançados (Institució Catalana de Recerca i Estudis Avançats -ICREA).

## Publicações selecionadas
- Principal values of the Cauchy Integral and rectifiability, Proc. AMS, Volume 128, 2000, p. 2111
- Painleve´s problem and semiadditivity of analytic capacity, Acta Mathematica, Volume 190, 2003, p. 105-149